# Cheiloneurus angulatus
Cheiloneurus angulatus är en stekelart som beskrevs av De Santis 1964. Cheiloneurus angulatus ingår i släktet Cheiloneurus och familjen sköldlussteklar.
Artens utbredningsområde är:
- Panama.
- Uruguay.

Inga underarter finns listade i Catalogue of Life.